# Émetteur d'Amailloux
L'émetteur d'Amailloux, dans le département des Deux-Sèvres en région Nouvelle-Aquitaine (ex-Poitou-Charentes), est un site de diffusion pour la TNT, la radio FM, la téléphonie mobile et le haut débit sur la ville de Parthenay.
Il s'agit d'un pylône haubané de 204 mètres de haut appartenant à l'opérateur Télédiffusion de France (TDF).

## Télévision

### Diffusion en analogique
| Chaîne                                        | Canal | Puissance (PAR) |
| --------------------------------------------- | ----- | --------------- |
| TF1                                           | 52H   | 60 kW           |
| France 2                                      | 49H   | 60 kW           |
| France 3 Poitou-Charentes                     | 55H   | 60 kW           |
| France 5 (de 3 h à 19 h) Arte (de 19 h à 3 h) | 60H   | 30 kW           |
| M6                                            | 67H   | 30 kW           |

Ces 5 chaînes ont arrêté leur diffusion analogique sur l'émetteur d'Amailloux le 19 octobre 2010.

### Diffusion en numérique[2]
| Multiplex | LCN               | Chaînes                                                                           | Canal | Puissance (PAR) | Diffuseur |
| --------- | ----------------- | --------------------------------------------------------------------------------- | ----- | --------------- | --------- |
| R1        | 2 3 4 16 32       | France 2 France 3 Poitou-Charentes France 4 France Info France 3 Pays de la Loire | 48H   | 13 kW           | TDF       |
| R2        | 12 13 14 17 18 19 | Gulli BFM TV CNews CStar T18 Novo 19 (à partir du 1er septembre)                  | 31H   | 13 kW           | TowerCast |
| R4        | 5 6 7 9 22 26     | France 5 M6 Arte W9 6ter Paris Première                                           | 21H   | 13 kW           | TowerCast |
| R6        | 1 8 10 11 15      | TF1 LCP TMC TFX LCI                                                               | 39H   | 13 kW           | TowerCast |
| R7        | 20 21 23 24 25    | TF1 Séries Films L'Équipe RMC Story RMC Découverte Chérie 25                      | 43H   | 13 kW           | TowerCast |

## Radio FM
En raison de sa proximité de 20 km avec Parthenay, l'émetteur d'Amailloux diffuse 5 radios publiques et 3 radios privées généralistes.
Il fut un des derniers grands émetteurs de TDF à être équipé de la Modulation de Fréquence, au début de l'année 1982, comblant une vaste zone d'ombre dans le nord du Poitou-Charentes.
| Fréquence | Radio          | Catégorie | Puissance | Code RDS (PS) |
| --------- | -------------- | --------- | --------- | ------------- |
| 87.9      | France Culture | Publique  | 10 kW     | _CULTURE      |
| 93.8      | France Inter   | Publique  | 10 kW     | __INTER_      |
| 98.5      | France Musique | Publique  | 10 kW     | MUSIQUE_      |
| 99.8      | RTL            | E         | 1 kW      | __RTL___      |
| 100.6     | Europe 1       | E         | 1 kW      | EUROPE_1      |
| 102.8     | RMC            | E         | 1 kW      | _RMC____      |
| 105.5     | France Info    | Publique  | 2 kW      | __INFO__      |
| 106.4     | Ici Poitou     | Publique  | 12 kW     | ICIPOITO      |

## Téléphonie mobileet autres transmissions[5]
| Opérateur        | 2G  | 3G  | 4G  | FH  |
| ---------------- | --- | --- | --- | --- |
| Orange           | Oui | Oui | Non | Non |
| Bouygues Télécom | Oui | Oui | Non | Oui |
| Free             | Non | Oui | Oui | Oui |

- Altitude Infrastructures[6] : boucle locale radio de 3 GHz / faisceau hertzien
- Bolloré Télécom[7] : boucle locale radio de 3 GHz
- TDF : faisceau hertzien

## Photos
- Sur tvignaud (consulté le 4 mai 2017).
- Sur annuaireradio.fr (consulté le 4 mai 2017).